# Show do Milhão
Show do Milhão (inicialmente Jogo do Milhão) é um game show brasileiro de perguntas e respostas exibido pelo SBT, que concede um prêmio máximo de um milhão de reais. A atração era inicialmente apresentada por Silvio Santos, e alcançou grande sucesso de audiência no primeiro período em que esteve no ar, entre 7 de novembro de 1999 e 23 de outubro de 2003. O programa voltou à grade de programação do SBT no dia 8 de julho de 2009, mas não obteve o mesmo êxito de audiência das temporadas antigas, sendo exibido pela última vez em 9 de setembro do mesmo ano.
A terceira versão do programa retornaria em 2017, dessa vez aos sábados, numa versão "kids", onde só poderiam se inscrever crianças de até 12 anos de idade. A apresentação do terceiro formato ficaria a cargo de Patrícia Abravanel. Porém, assim como a versão mirim de Roda a Roda, o projeto foi cancelado pela emissora. Uma das razões foi a aquisição do formato britânico Who Wants to Be a Millionaire? pela TV Globo, exibido como quadro do programa Caldeirão do Huck e atualmente no programa Domingão com Huck. Entre os dias 30 de maio e 25 de julho de 2021, algumas edições do game show foram reexibidas dentro do Programa Silvio Santos, que estava com a produção de programas inéditos suspensa em razão da pandemia de COVID-19. Devido à boa aceitação das reprises, o programa foi revivido novamente em 3 de setembro, através de uma parceria com a fintech PicPay e sob o comando de Celso Portiolli.
Em 2024 é anunciado um novo retorno do programa em edições inéditas, mas agora como um quadro do Programa Silvio Santos e com a apresentação de Patrícia Abravanel. A volta da atração já chegou a ser cogitada entre os anos de 2022 e 2023, mas nunca se concretizou devido a briga judicial entre a Sony e o SBT, que acusava a emissora paulista de plágio do Who Wants to Be a Millionaire?, com o programa sendo apresentado como quadro do Domingão com Huck nesse período, além das vitórias na justiça do conglomerado japonês. Porém, esta versão acabou sendo adiada para 2025, devido ao encerramento do imbróglio jurídico em relação ao formato mas foi antecipado para o dia 8 de setembro de 2024.
Em 30 de dezembro de 2024, pela primeira vez em sua história, o programa teve uma edição especial de Ano Novo, apenas com crianças. 15 atores da novela "A Caverna Encantada", que respondiam perguntas para ganhar prêmios entre 100 reais e 10 mil reais. O prêmio máximo estabelecido para esta edição especial. 

## Formato

### Primeira, terceira e quarta temporada
O programa consiste em três rodadas e uma pergunta final: a primeira contém cinco perguntas, cada uma valendo mil reais cumulativos. A segunda, de cinco perguntas, valendo R$ 10 mil cumulativos cada. A terceira, de cinco perguntas de R$100 mil reais cumulativos cada. A última pergunta vale R$ 1 milhão.

### Ajudas
O candidato conta com vários tipos de ajuda:
- Universitários - Três estudantes de diversas faculdades dão suas respostas à pergunta e cabe ao participante confiar ou não.
- Cartas - Quatro cartas de baralho são viradas e o participante escolhe uma. Se tirar o Rei, nenhuma alternativa errada é eliminada. Ás elimina uma alternativa, 2 elimina duas alternativas e 3 elimina todas as três alternativas erradas, restando apenas a correta.
- Pulos - O participante pode "pular" a pergunta caso não saiba a resposta. Este recurso pode ser utilizado até três vezes.
- Placas - Uma ajuda em que os convidados participantes que esperam para serem sorteados, levantam uma placa com números de 1 à 4 referentes as quatro alternativas apresentadas, onde eles escolhem qual é a resposta correta da questão através do número escolhido na placa, é feito a contagem das placas e dito ao participante qual alternativa teve mais votos como a correta.

Na pergunta final, que vale o prêmio máximo, nenhuma das ajudas pode ser usada. O participante tem de escolher se responde à pergunta ou finaliza o jogo e sai com R$ 500 mil. Se o participante arriscar responder e errar, perde tudo.

### Segunda Temporada
Na segunda versão, estreada no dia 8 de julho de 2009, o programa passou de 16 para 24 perguntas. A primeira rodada consiste em onze perguntas, começando por R$ 500 e acumulando R$ 100 por cada resposta correta. A partir da pergunta de R$ 1 mil, o cumulativo passa a ser de R$ 1 mil. Na segunda rodada, são feitas seis perguntas valendo R$ 10 mil cumulativos cada. A terceira, de seis perguntas valendo R$ 100 mil cumulativos cada. A última pergunta também valia R$ 1 milhão. As mesmas ajudas da primeira versão se repetiam na segunda versão, também não podendo usar nenhuma ajuda na pergunta milionária. A segunda versão, devido ao baixo Ibope, durou apenas dois meses, terminando em 9 de setembro de 2009. Foi substituído pelo Um contra Cem, comandado por Roberto Justus.

### Terceira Temporada
Anunciado no dia 9 de fevereiro de 2017, o programa voltaria a ser exibido nas noites de sábado junto com o Roda a Roda, porém com crianças de até 12 anos.
Após o cancelamento do retorno em 2017, é anunciado a produção de uma nova temporada em 2021 e sendo exibido dessa vez nas noites de sexta-feira. Porém, foram gravados somente 13 (treze) episódios do programa, sendo o último indo ao ar no dia 26 de novembro de 2021. Na sexta-feira seguinte, o SBT voltou a exibir, nesse horário, a sessão de filmes Tela de Sucessos, que já vinha sendo transmitida na emissora.
O programa foi apresentado por Celso Portiolli e teve como principal patrocinador o PicPay.

### Quarta Temporada
Com a reestréia do quadro Show de Calouros no Programa Silvio Santos, Patrícia Abravanel anunciou a volta da atração em 2024, mas sendo convertida como quadro do dominical. Patrícia seria a apresentadora da versão que estrearia em 2017, mas que havia sido suspensa naquela ocasião. Essa versão acabou sendo adiada para 2025 para a resolução de pendências judiciais já resolvidas porém foi antecipada para o dia 8 de setembro de 2024, ficando no ar até o dia 1 de dezembro. O número de perguntas passou para 17 com uma mudança na segunda rodada onde são 6 perguntas e ao invés de ganhar R$ 50 mil na quinta pergunta, o participante ganha R$ 60 mil e na última pergunta dessa rodada, R$ 80 mil. Além disso, uma nova ajuda foi implementada e que substitui as placas. Essa ajuda é o Alex, um assistente virtual movido por inteligência artificial que ajuda o participante com dúvida em saber qual é a resposta correta. Nessa nova versão, o programa fechou uma parceria com a Universidade Cruzeiro do Sul para ter a presença dos universitários.
O segundo programa, exibido dia 15 de setembro de 2024, foi líder de audiência, marcou 7,8 pontos, com 9,2 de pico e superou o programa Estrela da Casa da TV Globo. O programa exibido em 10 de novembro voltou a ser líder, com 7,7 pontos de média contra 7,6 da TV Globo,  que exibia os melhores momentos do festival AfroPunk.

### Quinta Temporada
Devido a alta repercussão da reestreia na temporada anterior, com direito a liderança em dois episódios, o quadro foi renovado para 2025. Além disso, também foi confirmada uma versão infantil, engavetada em 2017. 
A nova temporada estreou no dia 11 de maio de 2025 dentro do Programa Silvio Santos e ainda sob o comando de Patrícia Abravanel. Substituindo a Universidade Cruzeiro do Sul, a plataforma Passei Direto e a UOL Edtech foram anunciadas como as novas patrocinadoras do quadro.
Assim como na edição especial apresentada no Teleton 2001, o quadro também ganhou uma versão com famosos intitulada Show do Milhão Celebridades, em comemoração aos 44 anos do SBT em quatro episódios apresentados em agosto. Luiz Bacci, Luiza Possi e Rebeca Abravanel representaram os universitários, enquanto que os convidados foram Blogueirinha, Danilo Gentili, Falcão, Marcelo Adnet, Marcelo Tas, Hélio de la Peña, Maria Clara Gueiros, Nany People, Ratinho e Monica Iozzi.

## Jogo eletrônico
Show do Milhão também é o título de uma franquia de jogos eletrônicos de perguntas e respostas. O primeiro jogo foi desenvolvido pela SBT Music e Abril Music e lançado em 1999 para o Windows e em 2000 foi lançado para o Mega Drive pela empresa brasileira Tectoy. Os jogos são baseados no famoso programa de televisão apresentado por Silvio Santos. O último jogo foi lançado oficialmente em 2006, o Show do Milhão 2006. O jogo foi relançado para Android e iOS em 2016. Ele é possivelmente o maior jogo brasileiro em número de vendas.

## Prêmios

### Primeira, e terceira temporadas
|    | Acertar     | Parar      | Errar      |
| -- | ----------- | ---------- | ---------- |
| 1  | R$ 1 mil    | R$ 0       | R$ 0       |
| 2  | R$ 2 mil    | R$ 1 mil   | R$ 500     |
| 3  | R$ 3 mil    | R$ 2 mil   | R$ 1 mil   |
| 4  | R$ 4 mil    | R$ 3 mil   | R$ 1.500   |
| 5  | R$ 5 mil    | R$ 4 mil   | R$ 2 mil   |
| 6  | R$ 10 mil   | R$ 5 mil   | R$ 2.500   |
| 7  | R$ 20 mil   | R$ 10 mil  | R$ 5 mil   |
| 8  | R$ 30 mil   | R$ 20 mil  | R$ 10 mil  |
| 9  | R$ 40 mil   | R$ 30 mil  | R$ 15 mil  |
| 10 | R$ 50 mil   | R$ 40 mil  | R$ 20 mil  |
| 11 | R$ 100 mil  | R$ 50 mil  | R$ 25 mil  |
| 12 | R$ 200 mil  | R$ 100 mil | R$ 50 mil  |
| 13 | R$ 300 mil  | R$ 200 mil | R$ 100 mil |
| 14 | R$ 400 mil  | R$ 300 mil | R$ 150 mil |
| 15 | R$ 500 mil  | R$ 400 mil | R$ 200 mil |
| 16 | R$ 1 milhão | R$ 500 mil | R$ 0       |

### Segunda Temporada
|    | Acertar     | Parar      | Errar      |
| -- | ----------- | ---------- | ---------- |
| 1  | R$ 500      | R$ 0       | R$ 0       |
| 2  | R$ 600      | R$ 500     | R$ 250     |
| 3  | R$ 700      | R$ 600     | R$ 300     |
| 4  | R$ 800      | R$ 700     | R$ 350     |
| 5  | R$ 900      | R$ 800     | R$ 400     |
| 6  | R$ 1 mil    | R$ 900     | R$ 450     |
| 7  | R$ 2 mil    | R$ 1 mil   | R$ 500     |
| 8  | R$ 3 mil    | R$ 2 mil   | R$ 1 mil   |
| 9  | R$ 4 mil    | R$ 3 mil   | R$ 1.500   |
| 10 | R$ 5 mil    | R$ 4 mil   | R$ 2 mil   |
| 11 | R$ 6 mil    | R$ 5 mil   | R$ 2.500   |
| 12 | R$ 10 mil   | R$ 6 mil   | R$ 3 mil   |
| 13 | R$ 20 mil   | R$ 10 mil  | R$ 5 mil   |
| 14 | R$ 30 mil   | R$ 20 mil  | R$ 10 mil  |
| 15 | R$ 40 mil   | R$ 30 mil  | R$ 15 mil  |
| 16 | R$ 50 mil   | R$ 40 mil  | R$ 20 mil  |
| 17 | R$ 60 mil   | R$ 50 mil  | R$ 25 mil  |
| 18 | R$ 100 mil  | R$ 60 mil  | R$ 30 mil  |
| 19 | R$ 200 mil  | R$ 100 mil | R$ 50 mil  |
| 20 | R$ 300 mil  | R$ 200 mil | R$ 100 mil |
| 21 | R$ 400 mil  | R$ 300 mil | R$ 150 mil |
| 22 | R$ 500 mil  | R$ 400 mil | R$ 200 mil |
| 23 | R$ 600 mil  | R$ 500 mil | R$ 250 mil |
| 24 | R$ 1 milhão | R$ 600 mil | R$ 0       |

### Quarta e quinta Temporada
|    | Acertar     | Parar      | Errar      |
| -- | ----------- | ---------- | ---------- |
| 1  | R$ 1 mil    | R$ 0       | R$ 0       |
| 2  | R$ 2 mil    | R$ 1 mil   | R$ 500     |
| 3  | R$ 3 mil    | R$ 2 mil   | R$ 1 mil   |
| 4  | R$ 4 mil    | R$ 3 mil   | R$ 1.500   |
| 5  | R$ 5 mil    | R$ 4 mil   | R$ 2 mil   |
| 6  | R$ 10 mil   | R$ 5 mil   | R$ 2.500   |
| 7  | R$ 20 mil   | R$ 10 mil  | R$ 5 mil   |
| 8  | R$ 30 mil   | R$ 20 mil  | R$ 10 mil  |
| 9  | R$ 40 mil   | R$ 30 mil  | R$ 15 mil  |
| 10 | R$ 60 mil   | R$ 40 mil  | R$ 20 mil  |
| 11 | R$ 80 mil   | R$ 60 mil  | R$ 30 mil  |
| 12 | R$ 100 mil  | R$ 80 mil  | R$ 40 mil  |
| 13 | R$ 200 mil  | R$ 100 mil | R$ 50 mil  |
| 14 | R$ 300 mil  | R$ 200 mil | R$ 100 mil |
| 15 | R$ 400 mil  | R$ 300 mil | R$ 150 mil |
| 16 | R$ 500 mil  | R$ 400 mil | R$ 200 mil |
| 17 | R$ 1 milhão | R$ 500 mil | R$ 0       |

### O Único Ganhador
Sidiney Ferreira de Moraes, ex-bancário aposentado de Campo Grande, Mato Grosso do Sul, foi o único participante que ganhou o prêmio máximo, respondendo corretamente a todas as perguntas que lhe foram dadas. Ele conta que havia estudado para o programa diariamente e que sabia a resposta da pergunta milionária "Em que dia nasceu e em que dia foi registrado o presidente Lula?". Atualmente, Sidiney mora na capital sul-mato-grossense, onde diz que mantém uma vida tranquila e simples.